# Stille Tage in Clichy
Stille Tage in Clichy (Originaltitel: Quiet Days in Clichy) ist der Titel eines Romans mit autobiographischen Zügen von Henry Miller.

## Handlung
Der Roman basiert auf  den Erlebnissen von Miller, als er ab 1933 mit dem Österreicher Alfred Perlès eine kleine Wohnung im Pariser Vorort Clichy teilte. Schauplatz ist auch das Paris der dreißiger Jahre zwischen  Place Clichy und Montmartre.
Er erzählt von den schriftstellernden Bohemiens Carl und Joey, die trotz materieller Bescheidenheit ein ausschweifendes Leben führen. Im selben Moment, in dem sie an Geld kommen, geben sie es auch schon wieder für Huren und Feierei aus. Episodenhaft werden Sexgeschichten mit Frauen geschildert, die meistens Professionelle sind, wobei Miller die verschiedenen einfühlsamen Charakter- und Beziehungsstudien mit einer vulgär-chauvinistischen Männerperspektive kontrastiert.

## Ausgaben
Das Werk entstand ausweislich der editorischen Notiz Millers am Ende im Mai 1940 in New York. Eine im Mai 1956 abgeschlossene überarbeitete englische Originalfassung wurde zunächst in Paris veröffentlicht, während sie in den USA verboten war und dort erst 1965 veröffentlicht wurde. Die deutsche Übersetzung kam 1968 heraus.
- Englische Erstausgabe: Quiet Days in Clichy. Mit Photographien von Brassaï. The Olympia Press, Paris 1956
  - USA: Grove Press, New York 1965
  - Großbritannien: Calder and Boyars, London 1966

- Deutsche Übersetzung: Stille Tage in Clichy. Deutsch von Kurt Wagenseil. Mit 28 Fotos von Brassaï. Rowohlt, Reinbek bei Hamburg 1968
  - Taschenbuch: rororo 15161, ISBN 978-3-499-15161-3 (fasst die beiden Romanfragmente „Stille Tage in Clichy“ und „Mara Marignan“ zusammen[3])
  - Hörbuch: 3 CDs (ca. 170 min). Gelesen von Dominik Graf. Mit einem Booklet-Text von Henry Millers Sohn Tony und Musik von Venus 45. Roof-Music, Bochum 2004, ISBN 3-936186-51-0

## Verfilmungen
Das Buch wurde 1970 von Jens Jørgen Thorsen und 1990 von Claude Chabrol verfilmt. Besonders die erste Verfilmung, deren Handlung der dänische Regisseur ans Ende der 1960er-Jahre verlagerte, erregte Aufmerksamkeit durch ihre Freizügigkeit, die mit Pornografie verglichen wurde,  und durfte in verschiedenen Ländern nicht aufgeführt werden.